# 红七军指挥部旧址
红七军指挥部旧址，位于中国广东省韶关市乐昌梅花镇梅花村莲花祠，为乐昌市的一个市级文物保护单位，类型为近现代重要史迹及代表性建筑，公布时间为1978年11月11日。
红七军指挥部旧址的历史年代为1931.2。